# Castel del Rio
Castel del Rio is een gemeente in de Italiaanse metropolitane stad Bologna (regio Emilia-Romagna) en telt 1256 inwoners (31-12-2004). De oppervlakte bedraagt 45,3 km².
Castel del Rio grenst aan de volgende gemeenten: Casalfiumanese, Casola Valsenio (RA), Firenzuola (FI), Fontanelice, Monterenzio, Palazzuolo sul Senio (FI).

## Geboren
- Francesco Alidosi (1460-1511), kardinaal

Alto Reno Terme · Anzola dell'Emilia · Argelato · Baricella · Bentivoglio · Bologna · Borgo Tossignano · Budrio · Calderara di Reno · Camugnano · Casalecchio di Reno · Casalfiumanese · Castel Guelfo di Bologna · Castel Maggiore · Castel San Pietro Terme · Castel d'Aiano · Castel del Rio · Castel di Casio · Castello d'Argile · Castenaso · Castiglione dei Pepoli · Crevalcore · Dozza · Fontanelice · Gaggio Montano · Galliera · Granarolo dell'Emilia · Grizzana Morandi · Imola · Lizzano in Belvedere · Loiano · Malalbergo · Marzabotto · Medicina · Minerbio · Molinella · Monghidoro · Monte San Pietro · Monterenzio · Monzuno · Mordano · Ozzano dell'Emilia · Pianoro · Pieve di Cento · Sala Bolognese · San Benedetto Val di Sambro · San Giorgio di Piano · San Giovanni in Persiceto · San Lazzaro di Savena · San Pietro in Casale · Sant'Agata Bolognese · Sasso Marconi · Valsamoggia · Vergato · Zola Predosa
- Library of Congress Control Number: n2004149458
- Nationale Bibliotheek van Israël: 987007475824105171
- Virtual International Authority File: 149132744

1. ↑  https://demo.istat.it/?l=it.